# Dragonfly (banda croata)
Dragonfly es una banda Croata que representó a Croacia en el Festival de la Canción de Eurovisión 2007 celebrado en Helsinki, Finlandia junto a Dado Topić con la canción "Vjerujem u ljubav" con la que obtuvieron el 16° puesto con 54 puntos, quedando fuera de la final. Los miembros son Drago Vidakovic, Branko Kuznar, Branko Badanjak e Iva Gluhak.

## Discografía
- Hypo Summer Tour (2004)